# نکااشتاینناخ
شهر نکااشتاینناخ (به آلمانی: Neckarsteinach) در ایالت هسن در کشور آلمان واقع شده‌است.

## نگارخانه

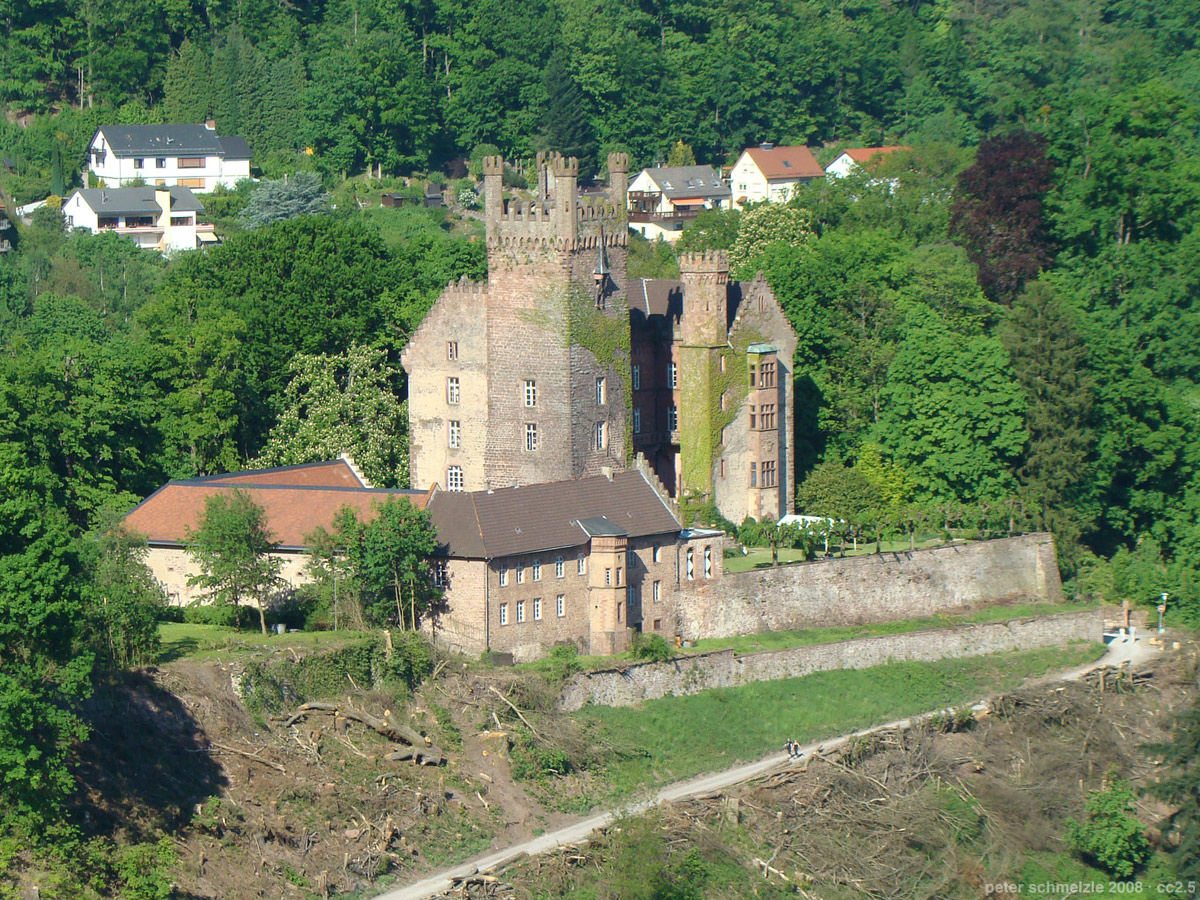
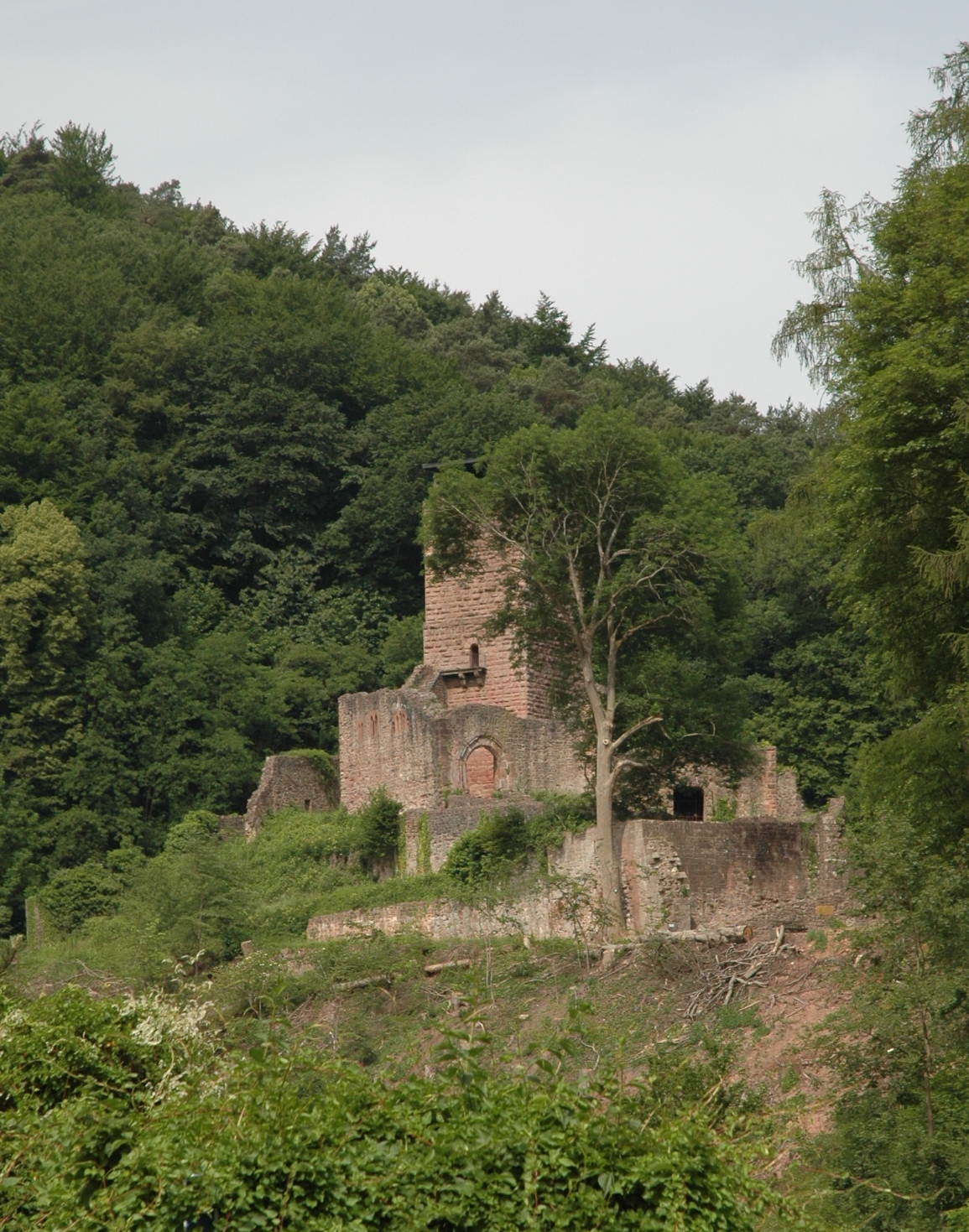